# André Neury

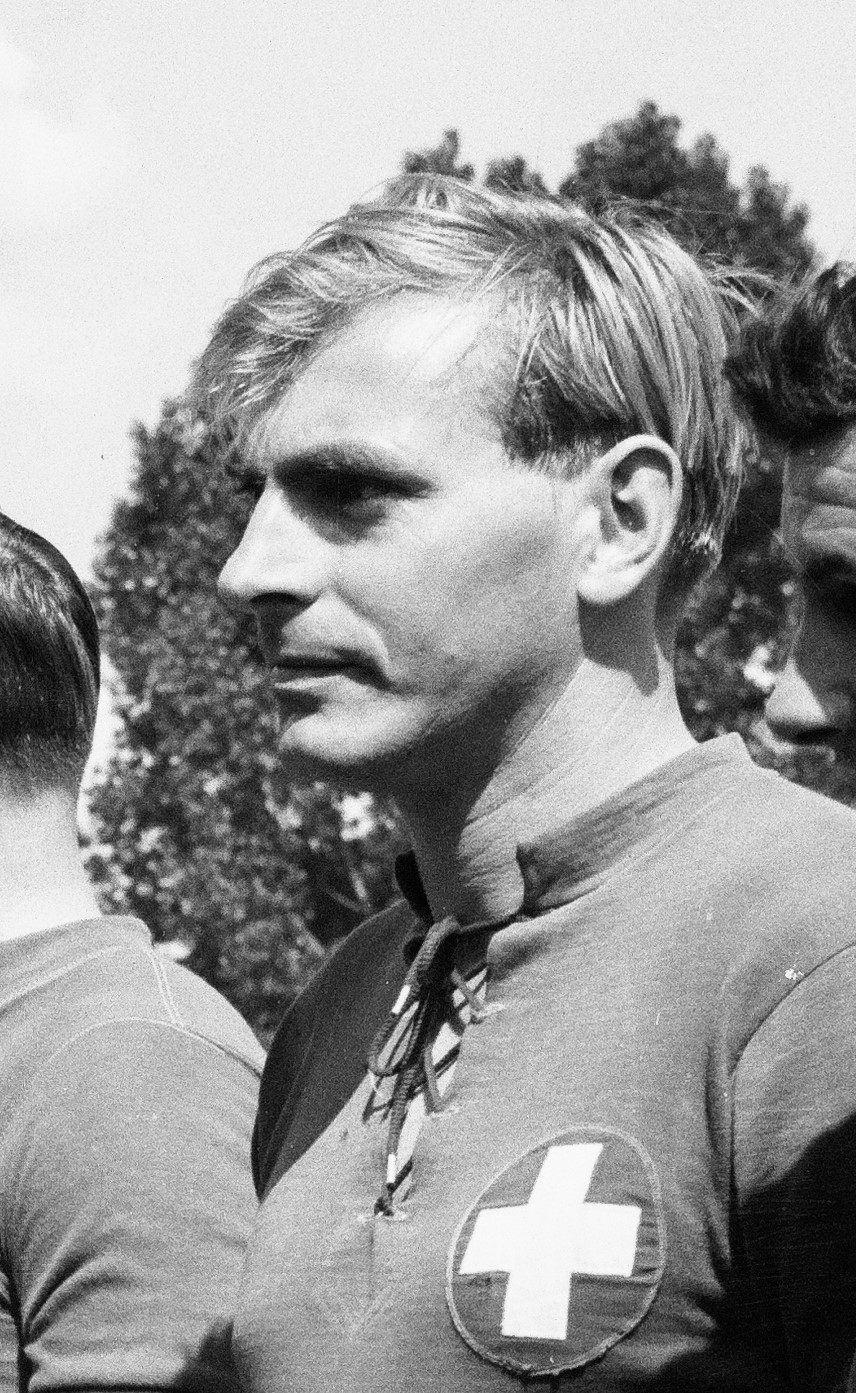
André Neury (1954)

André Neury (* 3. September 1921 in Genf; † 9. Mai 2001 oder 16. Oktober 2007) war ein Schweizer Fussballspieler. Er war Schweizer Fussballnationalspieler und nahm an den Fussballweltmeisterschaften 1950 und  1954 teil.

## Verein
Der Abwehrspieler Neury begann seine Karriere beim FC La Chaux-de-Fonds. 1939 wechselte er zu den Young Fellows Zürich, wo er bis zum Jahr 1942 blieb. Hiernach ging er für eine Saison zum Servette FC, um von dort wieder zum FC La Chaux-de-Fonds zu wechseln. Hier blieb er bis 1947. Von 1947 bis 1951 spielte er beim FC Locarno und von 1951 bis 1955 wiederum beim Servette FC. Hier beendete er seine Profikarriere.
Sein grösster Cluberfolg war das Erreichen des Schweizer Cupfinals 1951 mit dem FC Locarno gegen den FC La Chaux-de-Fonds. Hier unterlag man mit 2:3.
Als Todestag von André Neury geben verschiedene Medien den 9. Mai 2001 an. Diverse andere Schweizer Medien melden jedoch seinen Tod im Alter von 86 Jahren am 16. Oktober 2007 in Minusio.

## Nationalmannschaft
Sein Debüt im Nationaltrikot gab der Schweizer am 21. Mai 1945 beim 1:0-Heimsieg gegen Portugal. Neury war Teil der Schweizer Nationalmannschaft bei den Weltmeisterschaften von 1950 und 1954. 1954 war er an der legendären Hitzeschlacht von Lausanne im Spiel gegen Österreich beteiligt (Endergebnis: 5:7). Insgesamt spielte er 29 Mal in der Nationalmannschaft (kein Tor).